# Apache OpenOffice
Apache OpenOffice（アパッチ・オープンオフィス）は、OpenOffice.orgの後継プロジェクトの一つとしてオープンソースで開発されるオフィススイートである。
プロジェクトとしては、IBM Lotus Symphonyの後継プロジェクトでもあり、分派したLibreOffice、NeoOfficeとは親戚関係にあたる。
プロジェクトは開発者不足などの原因により、2014年からほぼ停止状態に陥りメジャーリリースができない状態となっている。これにより、同時に分派したLibreOfficeからは機能面で大きく引き離された状態となっている。

## 概要
Apache OpenOficeは、ワープロ(Writer)、表計算(Calc)、プレゼンテーション(Impress)、ベクタードローツール(Draw)、データベース(Base)、数式エディタ(Math)から構成される。
Apache OpenOfficeの標準ファイル形式は、ISO/IECの国際標準であるオープンドキュメント形式(ODF)を使用する。
また、標準形式としてサポートしないファイル形式は、変換を伴うインポート、エクスポートフィルターにより対応するが、LibreOfficeとは異なりMicrosoft Office形式のファイルはOffice 2007以降で使用されるOffice Open XMLの書き出しには対応しておらず、読み込みのみが可能である。
Apache OpenOfficeは、Linux, macOS, Windows向けに開発されているが他のオペレーティングシステム向けにも移植されている。ライセンスは、Apache Licenseの元にリリースされる。最初のリリースは2012年5月8日にリリースされたバージョン 3.4.0で、新機能が追加された最新リリースは2014年にリリースされたバージョン4.1である。以後、バグ修正と辞書のアップデート、まれに機能改善を含むマイナーアップデートをリリースしている。

## プロジェクトの歴史
OpenOffice.orgを管理していたサン・マイクロシステムズを買収したオラクルは2011年4月15日に、非営利団体が管理するのが望ましいと声明を発表し、2011年6月1日に、Apacheソフトウェア財団に、ソースコードの提供を提案した。
Apacheソフトウェア財団は投票を行い、2011年6月13日の開票結果を受けてApacheのインキュベータープロジェクトとして承認した。これによりApache OpenOfficeプロジェクトが開始された。その後、Apache財団の規定に沿うようにソースコードの確認や改修が行われた。
2011年7月14日、IBMはLotus SymphonyのソースコードをApache OpenOfficeプロジェクトへ寄贈することを発表し、2013年の初頭にはLotus Symphony使用者に同ソフトへの移行を促す計画がされている。
2011年11月17日、正式なブランド名についての投票結果により「Apache OpenOffice」と決定された。そして2012年5月8日に、Apache OpenOffice最初の正式版3.4.0の提供が開始された。

### 開発の停滞
Apache OpenOfficeプロジェクトは、プロジェクト存続に必要な開発者を確保できない状況が慢性的に続いている。
前身のOpenOffice.orgがサン・マイクロシステムズのもとにあった頃から、コミュニティメンバーは企業の意向に左右される開発方針に不満を持っており、一部の開発者はOpenOffice.orgからフォークしたGo-oo（旧Go-Open Office）やNeoOfficeをリリースしていた。そしてオラクルによるサン・マイクロシステムズの買収をきっかけにコミュニティの不満が爆発し、OpenOffice.orgプロジェクトの主要メンバーらが離脱。ノベル・レッドハット・カノニカル・Googleなどの企業から支持を受け、2012年10月にThe Document Foundationが設立され、OpenOffice.orgプロジェクトから離脱した主要メンバーらによりOpenOffice.orgからフォークしたLibreOfficeの開発が行われることになった。Go-ooもこれに合流した。これによりApache OpenOfficeプロジェクトは立ち上げ当初から開発者が不足することになった。2015年1月には、開発者がおらずソースコードの追加、修正もできない状況が報告された 。
これにより開発の遅延も恒常化しており、脆弱性の修正にも迅速に対応できない状況にも陥っている。
ソフトウェアのダウンロードについても2013年がピークとなり1日あたりの平均ダウンロード数は14万8000弱あったが、2019年第2四半期には5万未満まで落ち込んでいる。
2016年9月1日には、プロジェクト終了の提案がなされ、これによりプロジェクトの存続が危機的状況にあることがメディアで報じられた。

## バージョンアップ履歴
| バージョン | リリース年月日 | 特徴 |
| ---------- | -------------- | --- |
| 3.4.0      | 2012年5月8日   | ソースコードの改修、パフォーマンスの改善、ODF1.2の暗号化のサポートと強化、CSVエクスポートの改善 その他 |
| 3.4.1      | 2012年8月23日  | 追加言語のサポート、バグ修正、パフォーマンスの向上、Windows 8の互換性の強化 |
| 4.0.0      | 2013年7月23日  | サイドバーの追加、他 |
| 4.0.1      | 2013年9月29日  | 追加言語の翻訳、バグ修正、パフォーマンスの向上、Windows 8の互換性の強化など |
| 4.1.0      | 2014年4月29日  | 新機能の追加、追加言語のサポート、バグ修正 |
| 4.1.1      | 2014年8月21日  | バグ修正、カタルーニャ語をサポート |
| 4.1.2      | 2015年10月28日 | バグ修正、WebDAVサポートの強化、ファイルロックのサポート、PDFエクスポートダイアログのデザイン見直し |
| 4.1.3      | 2016年10月16日 | 2015年10月20日に報告された脆弱性の修正 |
| 4.1.4      | 2017年10月19日 | 不具合やセキュリティ問題の修正など |
| 4.1.5      | 2017年12月30日 | バグ修正、英語辞書のアップデート |
| 4.1.6      | 2018年11月18日 | バグ修正、ライブラリのアップデート |
| 4.1.7      | 2019年9月21日  | AdoptOpenJDKのサポート、セキュリティ更新 |
| 4.1.8      | 2020年11月10日 | バグ修正、辞書(デンマーク語、英語、アストゥリアス語、リトアニア語)のアップデート。 OpenOffice SDKの Java 8 への対応。 |
| 4.1.9      | 2021年2月8日   | バグ修正、辞書(デンマーク語、英語)のアップデート |
| 4.1.10     | 2021年5月4日   | 「OpenOffice 2.0」から混入していた、HTTP/HTTPSではないハイパーリンクを開く際、安全を十分に確認しないまま、インターネットにアクセス可能なファイル共有にホストされている実行ファイルを起動してしまう脆弱性を修正。 本バージョンから、リンクを開く際にセキュリティダイアログを表示する処理が加えられている。 |
| 4.1.11     | 2021年10月6日  | |
| 4.1.12     | 2022年5月4日   | |
| 4.1.13     | 2022年7月22日  | |
| 4.1.14     | 2023年2月27日  | 3件の脆弱性が修正された。 |
| 4.1.15     | 2023年12月22日 | 10カ月ぶりのアップデートで4件の脆弱性を修正 |